# Стачка ста тысяч

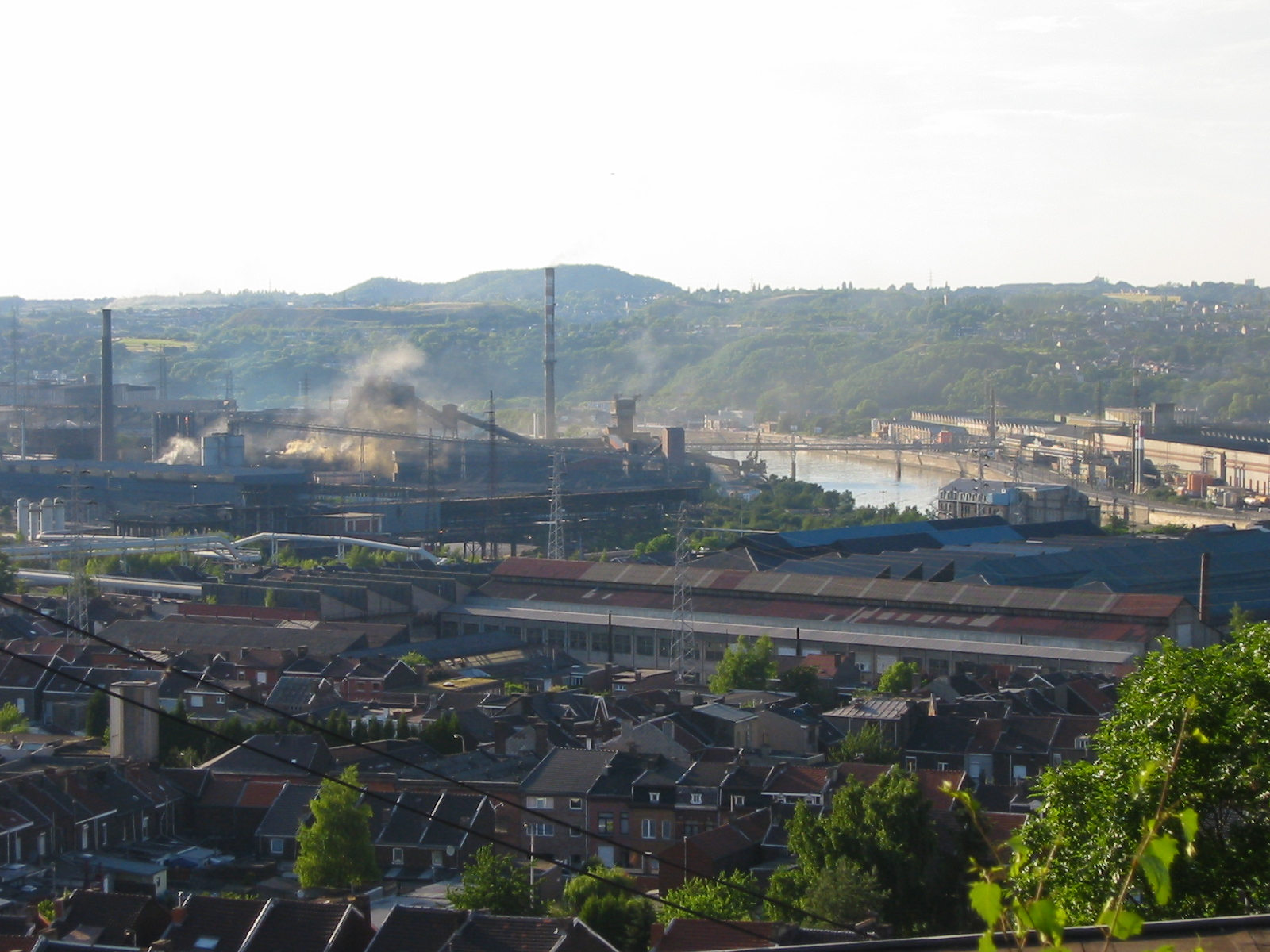
Сталелитейный завод Cockerill-Sambre в Серене

Стачка ста тысяч (фр. Grève des 100 000) — всеобщая стачка в Бельгии, организованная председателем Коммунистической партии Бельгии Жюльеном Ляо с целью повышения зарплаты рабочих и произошедшая 10—18 мая 1941 года в ходе немецкой оккупации. Акт ненасильственного сопротивления.

## Ход стачки
10 мая 1941 года, в ознаменование первой годовщины вторжения вермахта в Бельгию, на сталелитейном заводе Cockerill-Sambre города Серена, являвшегося к тому времени крупным промышленным центром, началась стачка. Информация о стачке распространялась с огромной скоростью, и вскоре количество бастовавших рабочих достигло 70 000. Окончилась она только 18 мая после принятия немецкими оккупационными органами власти решения о повышения заработной платы рабочих на 8 %.

## Последствия
В сентябре 1942 года немцы арестовали четырёхсот рабочих, подозреваемых в организации подобного рода стачки. К тому же в ноябре 1942 года и феврале 1943 года в Бельгии произошёл ряд стачек.
После начала операции «Барбаросса», в результате нарушения договора о ненападении, нацисты в оккупированной Белгии прибегли к организации репрессий против местных коммунистов. В число репрессированных вошёл и Жюльен Ляо: он был заключён в концентрационный лагерь на территории Третьего рейха. Основная же часть арестованных содержалась в крепости Юи.
27 мая — 9 июня 1941 года в департаменте Па-де-Кале под влиянием стачки ста тысяч произошла стачка, в которой приняли участие 17 000 шахтёров (около 80 % от общей их численности) с целью повышения зарплаты и ликвидации недостатка продовольствия.
В одном из номеров французской газеты Le Monde за 2001 год стачка в Па-де-Кале вошла в число наиболее крупных по своим масштабам актов неподчинения оккупантам, организованных французским Движением Сопротивления.